# معبد تسوروگی

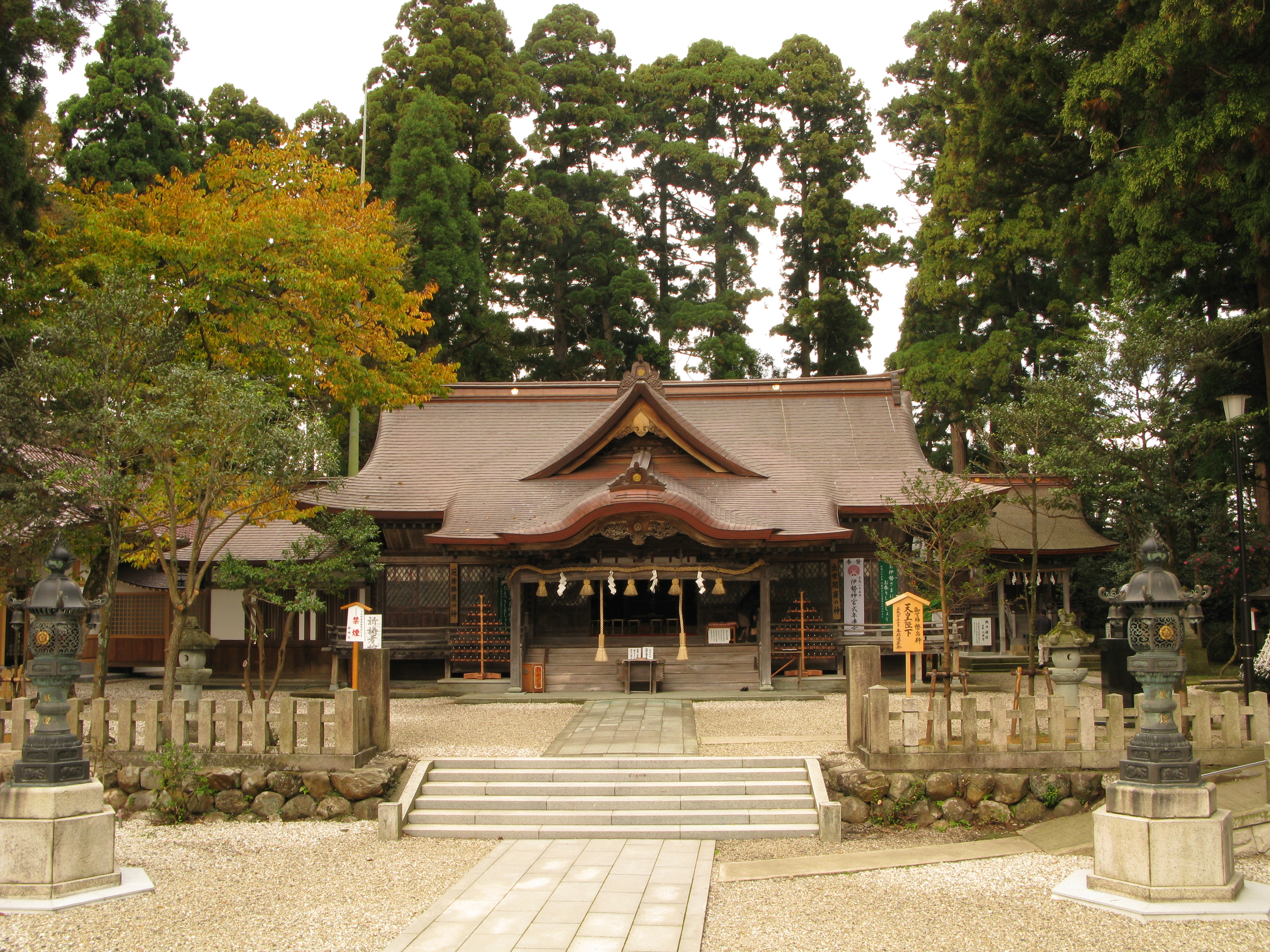
معبد تسوروگی

معبد تسوروگی (به ژاپنی: 劔神社)، نام دیگر اودا میوجین (به ژاپنی: 織田明神)، یک معبد شینتویی است که در شهر چیزن، بخش نیو، استان فوکوئی واقع است.